# Олексій (Зарицький)
Блаженний отець Олексій Васильович Зарицький (17 жовтня 1912, Більче — 30 жовтня 1963, Долинка, Казахстан) — священник Української греко-католицької церкви; 27 червня 2001 року зачислений папою Іваном Павлом II до лику блаженних.

## Життєпис

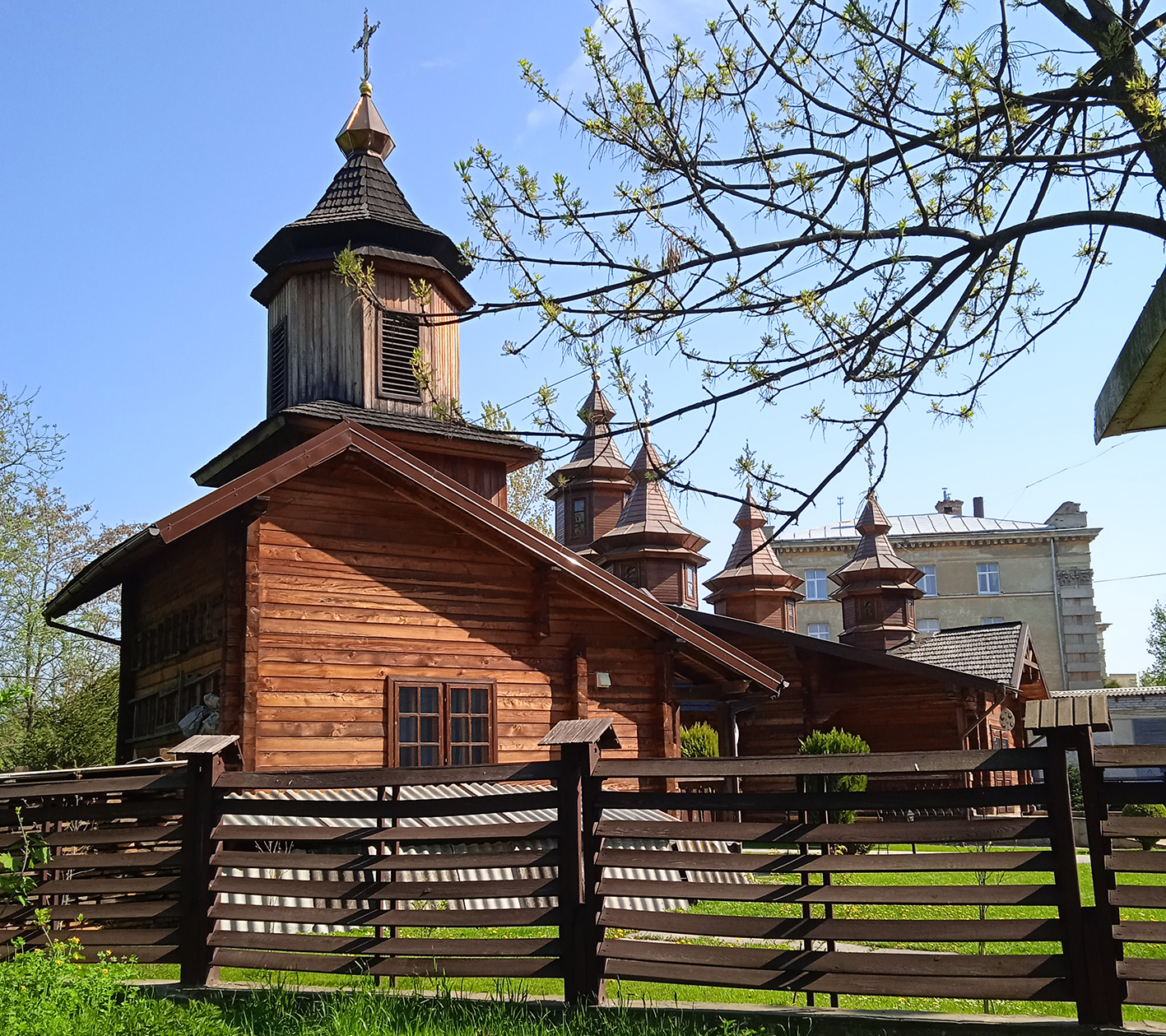
Церква Блаженного Олексія Зарицького у місті Львів

Народився у селі Більче на Львівщині. Протягом 1922–1931 роках навчався у Стрийській державній гімназії. У 1931 році вступив до Духовної семінарії Львівскої Архієпархії УГКЦ. Святу Тайну Священства прийняв із рук митрополита Андрея Шептицького у 1936 році. Душпастирював у селах: Стинава Нижня, Струтин, Рясне-Руське і Рясне-Польське.
У 1946 році через відмову перейти до російського православ'я отця заарештували і він перебував шість місяців у Золочівській тюрмі.
10 жовтня 1947 року повторно заарештований та ув'язнений у тюрмі на Лонцького у Львові. 29 травня 1948 року «Особим Совещанием при МВС СССР» о. Олексія було засуджено до 8 років ув'язнення у виправно-трудових таборах та заслано до концентраційного табору Тайшетлаг в околиці Іркутська. Пізніше перевезений до концентраційного табору Дубравлаг в Мордовії. Останнє переселення було до концентраційного табору Омлаг у Сибіру, поблизу Омська. Звільнений 31 грудня 1954 року без права повернення в Україну.
26 жовтня 1957 року о. Олексія Зарицького було реабілітовано військовим трибуналом ПрикВО. Того ж року, розгорнув широку місіонерську діяльність серед представників різних національностей. Отець Олексій відправляв Служби Божі не лише у візантійському (для українців та росіян), але й у латинському обряді (для німців та поляків). Займався місіонерством на теренах Самари, Уралу, Оренбурга, Казахстану. Кілька разів він змінював місце проживання. Ніде не прописаний, лише з паспортом при собі, він продовжував місіонерську працю, не зважаючи на те, що його знову могли заарештувати. Протягом 1955–1961 років отця Олексія кілька разів затримувала міліція, але його тільки попереджували та відпускали.
У квітні 1962 року о. Зарицький прибув до Караганди, де 9 травня того ж року його заарештували і за звинуваченням за «бродяжництво» (а насправді — за активну релігійну діяльність) засудили до двох років позбавлення волі у поселені Долинка Карагандинської області. Тут він працював кравцем, робота була неважкою, але стан його здоров'я погіршувався, дала знати про себе стара хвороба шлунку.
Отець Олексій Зарицький помер на 52-ому році життя — 30 жовтня 1963 року в таборі Долинка поблизу Караганди. Похований там же, але стараннями громади місцевих католиків, а також родичів та його колишніх парафіян із Західної України, двічі перезахоронений. Тепер спочиває на кладовищі у с. Рясне-Руське.

## Беатифікація
27 червня 2001 році у м. Львові під час Святої Літургії у візантійському обряді за участі Івана Павла II відбувся обряд беатифікації о. Зарицького. У 2009 році в студентському містечку «Львівської політехніки» було споруджено храм на його честь.
Олексій Зарицький є покровителем вдів, сиріт, молоді та студентів, а також людей, які змушені жити на чужині та байдужих до віри.

## Вшанування пам'яті
2009 року у Львові збудовано Церкву Блаженного Олексія Зарицького УГКЦ.
24 липня 2025 року рішенням Львівської міської ради вулицю Проектовану 2 перейменували на вулицю Блаженного Олексія Зарницького.